# Drymoreomys albimaculatus
Drymoreomys — рід гризунів із племені Oryzomyini, що живе в Атлантичному лісі Бразилії. Єдиний вид, D. albimaculatus, відомий лише у штатах Сан-Паулу та Санта-Катаріна, і його назву не було названо до 2011 року. Він живе у вологому лісі на східних схилах Серра-ду-Мар і, можливо, розмножується цілий рік. Попри те, що його ареал відносно великий і включає деякі охоронні території, він неоднорідний і перебуває під загрозою зникнення, тому першовідкривачі рекомендують вважати цю тварину «Майже загрозливим» у Червоному списку МСОП. У межах Oryzomyini, Drymoreomys, як видається, найбільш тісно пов’язаний з Eremoryzomys з Анд Перу, біогеографічно незвичайний зв’язок, оскільки дві популяції сильно розділені, і кожна адаптована до посушливого або вологого середовища.
З масою тіла 44–64 г, Drymoreomys є гризуном середнього розміру з довгим хутром від помаранчевого до червонувато-коричневого зверху та сіруватим з кількома білими плямами знизу. Подушечки на задніх лапах дуже добре розвинені, а на верхній стороні лап коричневе хутро. Хвіст зверху і знизу коричневий. Передня частина черепа відносно довга, а виступи на мозковій коробці слабкі. Піднебіння коротке, із заднім краєм між третіми молярами. Декілька ознак геніталій не спостерігаються в жодного іншого оризомієвого гризуна.